# Surgoinsville
Surgoinsville es un pueblo ubicado en el condado de Hawkins en el estado estadounidense de Tennessee. En el Censo de 2010 tenía una población de 1.801 habitantes y una densidad poblacional de 123,91 personas por km².

## Geografía
Surgoinsville se encuentra ubicado en las coordenadas 36°28′21″N 82°51′39″O / 36.47250, -82.86083. Según la Oficina del Censo de los Estados Unidos, Surgoinsville tiene una superficie total de 14.54 km², de la cual 14.44 km² corresponden a tierra firme y (0.62%) 0.09 km² es agua.

## Demografía
Según el censo de 2010, había 1.801 personas residiendo en Surgoinsville. La densidad de población era de 123,91 hab./km². De los 1.801 habitantes, Surgoinsville estaba compuesto por el 97.72% blancos, el 0.5% eran afroamericanos, el 0.11% eran amerindios, el 0.28% eran asiáticos, el 0% eran isleños del Pacífico, el 0.11% eran de otras razas y el 1.28% pertenecían a dos o más razas. Del total de la población el 1.44% eran hispanos o latinos de cualquier raza.